# Чудесный колодец
«Чудесный колодец» — советский кукольный мультфильм 1956 года. Одна из первых работ режиссёра Владимира Дегтярёва, в ней удачно использована народная роспись.
Мультфильм снят по мотивам русской народной сказки, характер Деда Мороза здесь неизменен. Мультфильм очень похож по сюжету на Русскую народную сказку «Морозко».

## Сюжет
Жили-были у женщины две девочки: падчерица — рукодельница (Настя) и родная дочка — ленивица (Марфуша). Рукодельница целый день работала, а ленивица спала. Однажды уронили они ведёрко в чудесный колодец, а идти за ним пришлось Настеньке. И попала она прямо в царство Деда Мороза. А так как она привыкла с утра до ночи работать, то и в хозяйстве Деда Мороза быстро порядок навела, за что и наградил её Дед Мороз подарками. Позавидовала мачеха падчерице и послала свою дочку — ленивицу за подарками к Деду Морозу.

## Съёмочная группа
| Автор сценария                         | Николай Абрамов |
| Текст песен                            | Людмилы Зубковой |
| Режиссёр                               | Владимир Дегтярёв |
| Композитор                             | Николай Будашкин |
| Звукооператор                          | Борис Фильчиков |
| Художники-постановщики                 | Владимир Данилевич, Владимир Дегтярёв                                                                                                 |
| Операторы                              | Николай Гринберг, Михаил Каменецкий                                                                                                   |
| Художники-кукловоды                    | Владимир Данилевич, Лев Жданов |
| Главный художник по куклам и декорации | Роман Гуров |
| Художники                              | Александр Дураков, Николай Солнцев, Л. Жукова, З. Закс, Олег Масаинов, Вера Калашникова, Светлана Знаменская, В. Куранов, Павел Лесин |
| Текст читает                           | Борис Чирков |

## Роли озвучивали
| Актёр                    | Роль           |
| ------------------------ | -------------- |
| Маргарита Корабельникова | Рукодельница   |
| Мария Виноградова        | Ленивица       |
| Юрий Хржановский         | Медвежонок     |
| Ирина Потоцкая           | Заяц           |
| Елена Денисова           | Мачеха         |
| Василий Щелоков          | Мороз Иванович |

## Награды
- 1957 — Приз на XI Кинофестивале в Эдинбурге (Шотландия).